# Ann-Margret
Ann-Margret (Valsjöbyn (Krokom), 28 april 1941) is een Amerikaans actrice, zangeres en danseres, afkomstig uit Zweden.

## Biografie
Ann-Margret werd als Ann-Margret Olsson geboren in Zweden, als dochter van Gustav Olsson en Anna Aronsson. Ze verhuisde met haar familie naar de Verenigde Staten toen ze nog een kind was. Daar groeide ze op in Wilmette en werd in 1949 tot Amerikaanse genaturaliseerd.
Ann-Margret werd ontdekt door George Burns toen ze zong in een nachtclub. Ze kreeg in 1961 een contract bij RCA, maar dat werd geen succes. De studio wilde haar laten doorbreken als de vrouwelijke Elvis Presley en liet haar daarom de single Heartbreak Hotel zingen. Ze kreeg een kleine hit, I Just Don't Understand. Na het enige succesvolle album The Beauty and the Beard te hebben uitgebracht in 1964, werd haar contract bij RCA in 1966 beëindigd.
Ann-Margret kreeg haar doorbraak in haar filmcarrière in 1961, toen ze naast Bette Davis, Glenn Ford en Hope Lange te zien was in Frank Capra's Pocketful of Miracles. Hierna volgde een bijrol in de remake van de musical State Fair in 1962.
In 1963 werd Ann-Margret een grote ster, toen ze Kim McAfee speelde, een van de hoofdpersonages in Bye Bye Birdie (een film die gebaseerd is op de Elvis-gekte in die tijd). Ze werd alleen nog maar bekender toen ze tijdens het filmen van haar volgende film, Viva Las Vegas, een affaire kreeg met collega Elvis Presley, die toentertijd een relatie had met Priscilla Presley. De affaire kreeg veel aandacht in de media. Ondanks het feit dat Presley de affaire beëindigde, bleven de twee goede vrienden tot Presleys dood.
In 1963 verleende ze haar stem als "Ann-Margrock" aan een aflevering van The Flintstones. Tientallen jaren later zong ze de titelsong voor The Flintstones in Viva Rock Vegas.
Daarnaast was Ann-Margret in 1966 naast Dean Martin te zien in Murderer's Row. Niet veel later, in maart dat jaar, besloot ze mee te gaan als entertainer met de USO-tour om het leger in Vietnam te vermaken.
In 1971 veranderde ze haar getypecaste personage als een stoeipoes in musicals naar een serieuze vrouw in Carnal Knowledge. Hiervoor kreeg ze een nominatie voor Academy Award voor beste vrouwelijke bijrol. Het volgende jaar, toen ze optrad in Lake Tahoe, viel ze ongeveer 6,5 meter van het podium af. Ze hield er verwondingen aan over en kon enkele maanden niet meer werken.
Ann-Margret heeft in haar carrière veel dramatische rollen gespeeld. Voor al die rollen kreeg ze goede kritieken. Zo kreeg ze voor haar rol in Tommy (1975) een Oscarnominatie voor beste actrice. Daarnaast won ze 5 Golden Globe Awards in haar carrière en werd ze er voor 10 genomineerd.
Ann-Margret had ook een carrière in de televisie. Zo kreeg ze in 1968 bij NBC haar eigen show, genaamd The Ann-Margret Show. Verder was ze in de jaren 90 in een reeks televisiefilms te zien.
In 1994 bracht Ann-Margret haar autobiografie uit. Hierin beschrijft ze onder andere haar huwelijk, met Roger Smith, met wie ze sinds 1967 getrouwd was. Smith, een bekende acteur, leed aan myasthenia gravis, waarvoor Ann-Margret hem verzorgde. Hij overleed op 84-jarige leeftijd in 2017.
Ann-Margret heeft een ster op de Hollywood Walk of Fame. Rose McGowan speelde haar in de televisiefilm Elvis (2005).

## Filmografie

### Film
- 1961: Pocketful of Miracles - Louise
- 1962: State Fair - Emily Porter
- 1963: Bye Bye Birdie - Kim McAfee
- 1964: Viva Las Vegas - Rusty Martin
- 1964: Kitten with a Whip - Jody Dvorak
- 1964: The Pleasure Seekers - Fran Hobson
- 1965: Bus Riley's Back in Town - Laurel
- 1965: Once a Thief - Kristine Pedak
- 1965: The Cincinnati Kid - Melba
- 1966: Made in Paris - Maggie Scott
- 1966: Stagecoach - Dallas
- 1966: The Swinger - Kelly Olsson
- 1966: Murderers' Row - Suzie
- 1967: The Tiger and the Pussycat - Carolina
- 1968: Il Profeta - Maggie
- 1968: Criminal Affair - Leticia
- 1969: Rebus - Singer
- 1970: R.P.M. - Rhoda
- 1970: C.C. and Company - Ann McCalley
- 1971: Carnal Knowledge - Bobbie
- 1972: The Outside Man - Nancy Robson
- 1973: The Train Robbers - Mrs. Lowe
- 1975: Tommy - Nora Walker Hobbs
- 1976: The Twist - Charlie Minerva
- 1977: Joseph Andrews - Lady Booby
- 1977: The Last Remake of Beau Geste - Flavia Geste
- 1978: The Cheap Detective - Jezebel Dezire
- 1978: Magic - Peggy Ann Snow
- 1979: The Villain - Charming Jones
- 1980: Middle Age Crazy - Sue Ann Burnett
- 1982: The Return of the Soldier - Jenny Baldry
- 1982: I Ought to Be in Pictures - Steffy Blondell
- 1982: Lookin' to Get Out - Patti Warner
- 1985: Twice in a Lifetime - Audrey Minelli
- 1986: 52 Pick-Up - Barbara Mitchell
- 1988: A Tiger's Tale - Rose Butts
- 1988: A New Life - Jackie Jardino
- 1992: Newsies - Medda Larkson
- 1993: Grumpy Old Men - Ariel Truax
- 1995: Grumpier Old Men - Ariel Gustafson
- 1999: Any Given Sunday - Margaret Pagniacci
- 2000: The Last Producer - Mira Wexler
- 2002: Interstate 60: Episodes of the Road - Mrs. James
- 2004: Taxi - Washburn's moeder
- 2005: Mem-o-re - Carol Hargrave
- 2006: The Break-Up - Wendy Meyers
- 2006: The Santa Clause 3: The Escape Clause - Sylvia Newman
- 2008: The Loss of a Teardrop Diamond - Cornelia

### Televisie
- 1971: Dames at Sea - Ruby
- 1983: Who Will Love My Children? - Lucile Fray
- 1984: A Streetcar Named Desire - Blanche DuBois
- 1987: The Two Mrs. Grenvilles - Ann Arden Grenville
- 1991: Our Sons - Luanne Barnes
- 1993: Queen - Sally Jackson
- 1994: Nobody's Children - Carol Stevens
- 1994: Scarlett - Belle Watling
- 1994: Following Her Heart - Lena
- 1996: Seduced by Madness: The Diane Borchardt Story - Diane Kay Borchardt
- 1996: Blue Rodeo - Maggie Yearwood
- 1998: Four Corners - Amanda "Maggie" Wyatt
- 1998: Life of the Party: The Pamela Harriman Story - Pamela Harriman
- 1999: Happy Face Murders - Lorraine Petrovich
- 2000: Perfect Murder, Perfect Town: JonBenét and the City of Boulder - Nedra Paugh
- 2000: The 10th Kingdom - Koningin Cinderella
- 2001: Blonde - Della Monroe
- 2001: A Woman's a Helluva Thing - Claire
- 2004: A Place Called Home - Tula Jeeters

## Memoires
- My Story (1994, G.P. Putnam's Sons) - met Todd Gold.

- Bibsys: 90924440
- Biblioteca Nacional de España: XX1119244
- Bibliothèque nationale de France: cb13890807f (data)
- Catàleg d'autoritats de noms i títols de Catalunya: 981058530192006706
- CiNii: DA11166559
- Gemeinsame Normdatei: 13431557X
- International Standard Name Identifier: 0000 0001 2033 0689
- Library of Congress Control Number: n82074103
- MusicBrainz: 0d6e57aa-f495-460e-a27a-0d6677070914
- Nationale Bibliotheek van Tsjechië: xx0059243
- Nationale Bibliotheek van Israël: 987007429260205171
- Nationale Bibliotheek van Polen: a0000002158784
- Nederlandse Thesaurus van Auteursnamen: 07336195X
- Istituto Centrale per il Catalogo Unico: DDSV072853
- LIBRIS: 333080
- SNAC: w66v3k7m
- Système universitaire de documentation: 139276254
- Virtual International Authority File: 115899305
- WorldCat: E39PBJkD3VPtwyGk49cgQ6gkDq